# خون زئوس
خون زئوس (به انگلیسی: Blood of Zeus) که پیشتر با نام خدایان و قهرمانان شناخته می‌شد، مجموعه پویانمایی تلویزیونی بزرگسالان آمریکایی است که توسط چارلی و ولاس پارلاپانیدس برای نتفلیکس ساخته شد.
این مجموعه که توسط استودیوی پویانمایی پاورهاوس تولید شده است، در تاریخ ۲۷ اکتبر سال ۲۰۲۰ از نتفلیکس منتشر شد. فصل دوم آن نیز در ۱۰ مه ۲۰۲۴ به تعداد هشت قسمت در دسترس قرار گرفت. در ژوئیه ۲۰۲۴، مجموعه برای فصل سوم و پایانی تمدید شد که به تعداد هشت قسمت در ۸ مه ۲۰۲۵ به نمایش درآمد.

## پس‌زمینه
در جهان اساطیری یونان، هرون، پسر نیمه خدای زئوس، در تلاش برای نجات المپ و زمین است.

## صداگذاران
- درک فیلیپس[۳] در نقش هرون
- جیسون اومارا در نقش زئوس
- جسیکا هنویک در نقش الکسیا
- مامی گامر در نقش الکترا
- کلودیا کریستین در نقش هرا و تئا (فصل ۳)
- الیاس توفکسیس در نقش سرافیم
- کریس دیامانتوپولوس در نقش پوزئیدون، اوویس، برونتس (فصل ۳)
- ملینا کاناکاردس در نقش آریانا
- متیو مرسر در نقش هرمس
- آدتوکومبوه مکورمک در نقش کوفی
- آدام کرواسدل در نقش آپولون
- لارا پالور در نقش پرسفونه (فصل ۲ و ۳)
- آلفرد مولینا در نقش کرونوس (فصل ۳)
- ونسا مارشال در نقش خواهر آریانا (فصل ۱)، هستیا (فصل ۲)